# Сьєрра-де-ла-Маріна
Сьєрра-де-ла-Маріна — це гірський хребет, що належить до Каталонського узбережжя. З розширенням 2086 гектарів, цей простір є дуже помітним елементом завдяки його великому екологічному, культурному та ландшафтному інтересу, ще більше збільшеному його примиканням до одного з найбільш густонаселених районів столичного регіону Барселони.

## Рельєф
Рельєф, як правило, округлий, завдяки моделюванню, спричиненому ерозією на переважаючих гранітних матеріалах, розбитих у певних місцях іншими літологіями. Максимальна висота знаходиться на пагорбі Галзеран (485 м).